# 庭園工事
庭園工事（ていえんこうじ）とは、庭園に関する造園工事、ガーデニングでの建設工事を指す工事。

## 工事の方式
庭園工事にも通常の建設工事と同様、直営（法）、請負（法）、工手間請負（法）とがある。
直営法はオーナー（施主） 自身が施工主にもなって、工事を直轄で指揮、監督するか、オーナーに代って特定のエキスパートが一切を管理する方式。材料の選別からその購入調達、庭師、人夫等の手配等一式を掌握する。この方式だと、オーナーが真に所望するイメージを盛り込んだ庭も実現できるしユニークなものも生れる可能性はつよい。ただその中心となって工事を推進するものの手腕力量と統率力のある場合に限って、はじめて成功するシステムであるとされる。ただしもともと、工事費等も比較的安価になるため、材料費等は材種によっては嵩むこともあり得る。
請負法は現在一般に行なわれている方式。オーナーの手数も省けるほか予算の枠内での工事も推進できる。問題はその作品の出来ばえで、それは業者次第でもある。工事費（単価等）の関係もあって、いちがいにはいえないが、原則的には直営法よりも経費が嵩む。つぎに、この方式に元請と下請とがある。すべて工事は元請より下請になる程単価も低く、したがって粗悪工事、手抜き工事に陥り易い。かかる欠陥を予防するには、はじめより工種別に分け、区別して請負わすことも一方法だと考えられる（門と外囲工事、工作物工事等）
工手間請負法は模様替え等の場合である。手持ち材料のあるとき、庭のいわゆる材料支給工事である。この方式の欠点とするところは、既存材料の消化である。

## 工事契約と支払方法
庭園工事は金額も少なく、短期間の工事が多いため、多くの場合工事契約が行なわれていないようで、つまりは紳士契約の場合が多い。ただ工事が順調に進行して施主が納得できるような出来ばえであれば問題はないが、予想もしなかったことが発生したり、請負業者の一方的な都合で、工期が不当に長びいたり、池泉工事の漏水など、いろいろ予期しないトラブルの発生することもある。その他枯損樹木の補償等の問題もある。そこで、こうした不安を除き安心して工事を依託し、業者も責任を自覚して工事を推進して行くためには、正確な契約、書面での契約締結を結ぶことが望まくなる。
契約書は、設計書がその中心ともなるものなので、まずそれを整理する。施主も業者もその内容を十分理解し、その線に沿って工事を進めていく。設計書には材種、材質、数量、工法等から、アフターサービスや枯保証なども、細かく記入する 明細書には詳細に数量、単価等も記入して、一式という不明確な文字はなるべく使わない。工事の途中に変更があれば、最終時に精算するよう明記する。
なお、請負金額の支払方法·工事竣工期日、工事中請負人の履行すべき義務、工事が第三者に影響した場合の請負者の義務、非常事変を生じた場合に関する事項、仕様書その他の規定に疑義の生じたときの処置に関する事項等も記入する。小工事の場合は、もっと簡略なもので対応し得る。
庭園工事は特殊の場合を除いて金額も比較的少ないため、竣工後に精算のうえ支払うことが多い。数百万円ぐらいの工事の場合には、（業者により）分割支払いが行なわれることもある。着工時に3分の1、中間で3分の1、完成後に残りの3分の1を、工費1、000万円以上になると、工期もやや長期にもわたることもあるため、毎月1回工事の出来高に応じて支払う方法、出来高払いのケースもある。